# Esclavage par nature
 (août 2023).
L'esclavage par nature est une théorie soutenue par Aristote dans sa Politique selon laquelle l'esclavage est ou bien dû à la nature de l'individu, ou bien à une convention sociale.

## Concept
Dans la Politique, Aristote traite de l'esclavage, qui est une réalité sociale dans la Grèce antique. Le Stagirite soutient qu'il y a bien des natures d'esclave et des natures de maître, car celui qui, par son intelligence, a la faculté d'organiser le travail d'autrui, est maître, là où celui qui a une vigueur corporelle est amené à naturellement travailler pour le premier. 
Toutefois, Aristote remarque que l'esclavage est aussi parfois un fait artificiel et conventionnel, qui nie la nature de l'homme réduit en esclavage. Il soutient ainsi que la servitude due à la conquête après une guerre est là le fait d'une convention sociale qui veut que la cité qui vainc ait le droit de faire siennes les personnes du camp adverse. Cela explique pourquoi des Grecs se retrouvent asservis, alors qu'ils sont pour Aristote destinés par nature à la liberté, contrairement aux barbares (« Il y a identité de nature entre le barbare et l'esclave ».

## Postérité
L'idée de l'esclavage par nature fait débat dès l'Antiquité. Les stoïques s'y opposent, à travers notamment la plume de Sénèque, dans la lettre 47 des Lettres à Lucilius. 
La théorie aristotélicienne de l'esclavage naturel refait surface lors de la controverse de Valladolid, et l'argumentaire d'Aristote est débattu par Bartolomé de las Casas, qui considère que la définition de l'esclave naturel ne s'applique pas aux autochtones d'Amérique qui étaient eux doués de raison, et Juan Ginés de Sepúlveda, qui s'oppose à cet argument.